# Beatrice Maritz
Beatrice Maritz (* 9. April 1962 in Muri, Kanton Aargau, heimatberechtigt in Lostorf) ist eine Schweizer Künstlerin. Ihr Werk umfasst Zeichnung, Fotografie, Malerei und Texte.

## Werk
Beatrice Maritz studierte von 1982 bis 1985 an der Kunstgewerbeschule Zürich und von 1985 bis 1987 an der Kunstakademie Düsseldorf. Als freischaffende Künstlerin lebte sie auf Pantelleria und in Rom und ab 2000 im Kanton Uri. Seit 2015 lebt sie in Wädenswil. Mit Andreas Grosz gründete sie 2006 den Verlag «edition pudelundpinscher». Maritz stellte bis anhin ihre Werke in Einzel- und Gruppenausstellungen u. a. im Kunsthaus Zürich, Kunstmuseum Luzern sowie in verschiedenen Galerien aus. 1997 erhielt sie den Conrad-Ferdinand-Meyer-Preis und ein Atelierstipendium des Kantons Zürich an der Cité Internationale des arts in Paris.